# Poppenhuizen (buurtschap)
Poppenhuizen (Fries: Poppenhuzen of Poppenhúzen) is een buurtschap in de gemeente Heerenveen, in de Nederlandse provincie Friesland.
Het ligt ten noorden van Heerenveen en ten noordoosten van Oldeboorn, waar het ook formeel onder valt. De buurtschap kent bewoning aan de gelijknamige weg, Poppenhúzen maar vaak wordt ook de bewoning aan de Beetserdyk aan het Oude Diep bij de buurtschap gerekend.
De buurtschap werd in 1369 geduid als Elingus Roarda de Popingha. In 1543 werd het vermeld als Poppenhuysen en in 1718 als Poppenhuysen. De plaatsnaam verwijst naar het feit dat het een nederzetting (huizen) is van de familie Poppinga. In 1840 had de buurtschap 60 inwoners.
Het ligt ten noorden van de rivier de Boorne. Aan de andere kant die rivier ligt de buurtschap Oosterboorn. Aan de noordelijke kant van de Poppenhuizen buigt de weg naar de buurtschap Warniahuizen.
Dorpen: Akkrum · Bontebok · De Knipe · Gersloot · Gersloot-Polder · Haskerdijken · Heerenveen · Hoornsterzwaag · Jubbega · Katlijk · Luinjeberd · Mildam · Nes · Nieuwebrug · Nieuwehorne · Nieuweschoot · Oldeboorn · Oranjewoud · Oudehorne · Oudeschoot · Terband · Tjalleberd

Buurtschappen: Anneburen · Birstum · Brongerga · Henshuizen · Meskenwier · Oosterboorn · Oude Schouw (deels) · Pean · Poppenhuizen · Schurega · Sorremorre · Spitsendijk · Sythuizen · Warniahuizen · Welgelegen (deels)

Friesland: Steden en dorpen      Nederland: Provincies · Gemeenten